# Storeputt
Storeputt är en sjö i Tanums kommun i Bohuslän och ingår i Enningdalsälvens huvudavrinningsområde. Sjön är 9,7 meter djup, har en yta på 0,0441 kvadratkilometer och befinner sig 128,1 meter över havet.

## Delavrinningsområde
Storeputt ingår i det delavrinningsområde (651481-125563) som SMHI kallar för Mynnar i Södra Bullaresjön. Medelhöjden är 134 meter över havet och ytan är 19,77 kvadratkilometer. Det finns inga avrinningsområden uppströms utan avrinningsområdet är högsta punkten. Rämnebäcken som avvattnar avrinningsområdet har biflödesordning 2, vilket innebär att vattnet flödar genom totalt 2 vattendrag innan det når havet efter 37 kilometer. Avrinningsområdet består mestadels av skog (74 %). Avrinningsområdet har 0,63 kvadratkilometer vattenytor vilket ger det en sjöprocent på 3,2 %.